# Grigorij Ivanovič Davidenko
Grigorij Ivanovič Davidenko (in russo Григорий Иванович Давиденко?; Staryj Kovraj, 17 aprile 1921 – Libau, 8 maggio 1945) è stato un militare e aviatore sovietico, che nel corso della seconda guerra mondiale fu insignito delle onorificenze di Eroe dell'Unione Sovietica, dell'Ordine di Lenin, dell'Ordine della Bandiera rossa (3 volte), e dell'Ordine della Guerra Patriottica di I Classe.

## Biografia

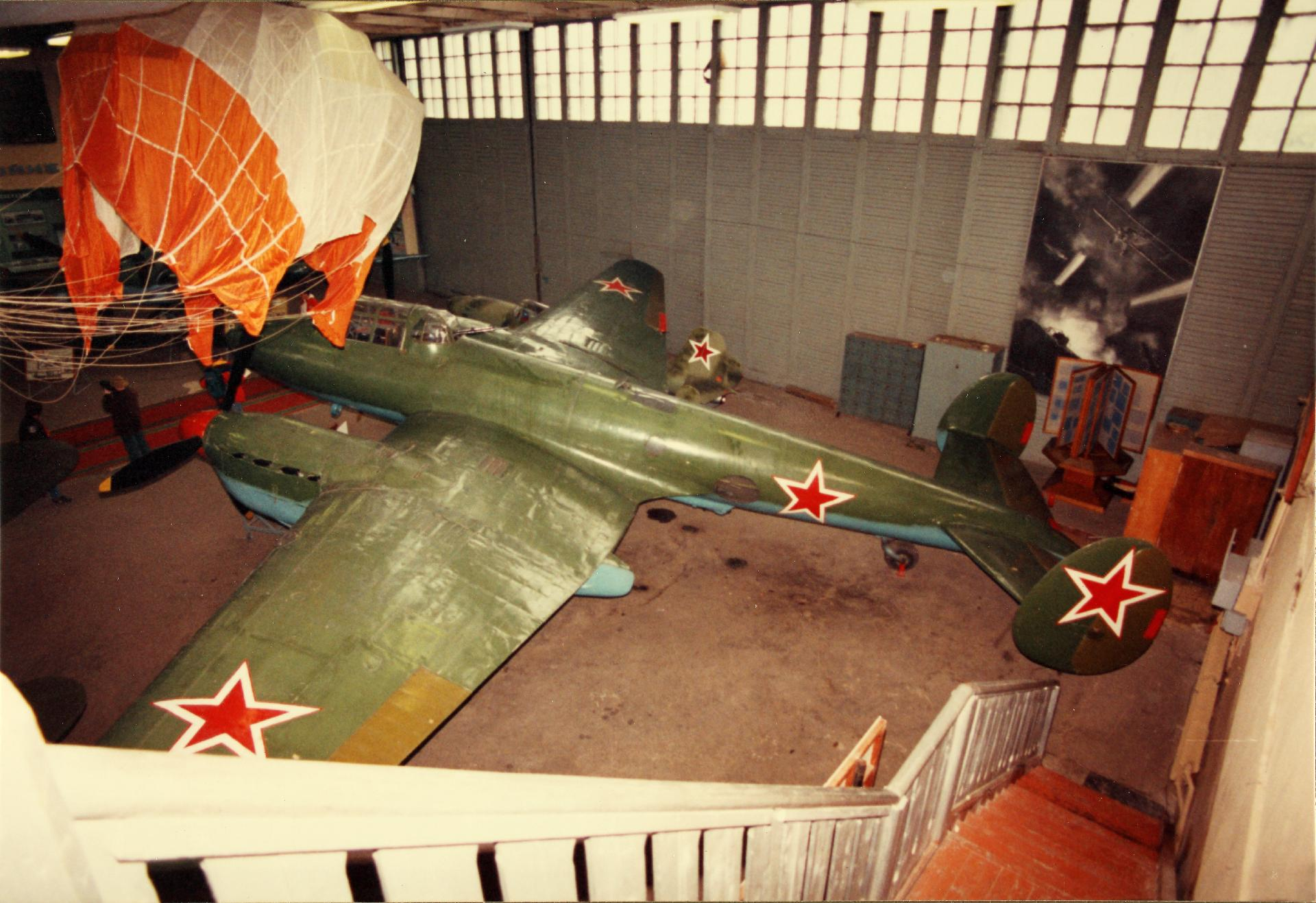
Un Petlyakov Pe-2 esposto presso il Museo centrale della Federazione Russa delle aeronautiche militari di Monino, a Mosca.

Nacque il 17 aprile 1921 nel villaggio di Staryj Kovraj, nel distretto di Čornobaj, nell'Oblast' di Čerkasy, all'interno di una famiglia di contadini. Dopo aver conseguito il diploma liceale,  lavorò nel suo villaggio natale. 
Nel 1939 si arruolò nella Voenno-morskoj flot, e appassionatosi al mondo dell'aviazione iniziò a frequentare la Scuola di aviazione navale S.A. Levanevskij, uscendone nel giugno 1941 con il grado di sergente. Assegnato in forza al 73º Reggimento della Flotta del Baltico, dal mese di ottobre fino maggio 1942 effettuò la conversione al pilotaggio del nuovo cacciabombardiere Petlyakov Pe-2. Iniziò ad effettuare operazioni belliche dal mese di luglio, come navigatore del 26º Gruppo autonomo da ricognizione. Alla fine dell'anno aveva totalizzato 93 missioni di combattimento, attaccando navi nemiche in navigazione sul golfo di Finlandia, o sul Lago Ladoga, ed eseguendo ricognizioni sulle basi navali finlandesi. Per questo fu decorato due volte con l'Ordine della Bandiera rossa. Nel gennaio 1943, in preparazione dell'Operazione Iskra, che doveva porre termine all'assedio di Leningrado, effettuò 4 missioni di ricognizione fotografando strade e linee ferroviarie, aeroporti, e nodi di comunicazione in mano al nemico. Le informazioni da lui ottenute furono considerate decisive per la preparazione del tiro dell'artiglieria sui principali punti dove doveva avvenire lo sfondamento del fronte nemico. Nel mese di marzo fu trasferito al 44º Gruppo del 15º Reggimento da ricognizione, e nel corso dell'anno fu ammesso ai ranghi del PCUS.
A settembre aveva eseguito 215 missioni, di cui 139 da ricognizione nel golfo di Finlandia, 20 sul lago Ladoga, 38 su obiettivi terrestri, come strade, linee ferroviarie, aeroporti, capisaldi, e batterie d'artiglieria nemiche, sostenendo 13 combattimenti aerei. Con un decreto del Presidium del Soviet Supremo dell'Unione Sovietica del 22 gennaio 1944, fu insignito del titolo di Eroe dell'Unione Sovietica con Stella d'oro (n. 2918), e dell'Ordine di Lenin. Tra il 1944 e il 1945 partecipò alle operazioni belliche che portarono alla liberazione della regione di Leningrado, della Carelia, degli Stati Baltici, e delle isole del golfo di Finlandia.
Morì l'8 maggio 1945 durante una missione di combattimento nell'area della città lettone di Liepāja.  Quel giorno tutti i circa 50 Focke-Wulf Fw 190 dello Jagdgeschwader 54 decollarono dalla sacca di Curlandia  per trasferirsi a Flensburgo in zona controllata dagli inglesi, o per farsi internare in Svezia, mentre alcuni piloti raggiunsero le loro città di residenza. L'aereo dell'asso Gerhard Thyben, che aveva a bordo il suo meccanico A. Mayers, stipato nel compartimento radio, decollò insieme a quello del suo gregario, l'oberfeldwebel Fritz Hagenbrauk, e si allontanò da Libau oramai in fiamme per dirigersi verso il mare aperto. Mentre stava volando alle 07:54 avvistò un ricognitore Petlyakov Pe 2 che volava a bassa quota in una missione di ricognizione marittima, alla ricerca delle navi cha stavano lasciando la sacca di Curlandia cariche di soldati e civili, per sfuggire alla cattura da parte dei sovietici. 
L'equipaggio Pe-2 era composto dallo staršij lejtenant Grigorij I. Davidenko, dal kapitan Aleksej Ivanovič Gračëv, entrambi insigniti dell'onorificenza di Eroi dell'Unione Sovietica e dallo staršiná Michail Muraško. Dopo un breve combattimento sul mare il Pe-2 fu abbattuto, e precipitò tra le onde con la morte di tutti e tre i membri dell'equipaggio.
Il suo nome risulta presente su una lastra di marmo del monumento ai caduti dell'aviazione del Baltico presente nel cimitero centrale di Liepaja, in Lettonia. Una via del suo villaggio natale porta il suo nome, così come una del villaggio di Čkalovsk, ora parte della città di Kaliningrad.

### Fonti
1. 1 2 3 4 5 6 7 8  Nashapobeda.
2. 1 2 3 4 5 6 7  Warheroes.
3. ↑  Weal 2001, p. 117.
4. 1 2  Mattioli 2016, p. 4.
5. 1 2 3  Mattioli 2016, p. 5.

### Pubblicazioni
- Marco Mattioli, Gli ultimi combattimenti aerei della seconda guerra mondiale, in Aerei nella Storia, n. 110, Parma, West-Ward Edizioni, ottobre-novembre 2016,  pp. 4-13.